# Лудвиг граф фон Щархемберг
Лудвиг фон Щархемберг (на немски: Ludwig Graf von Starhemberg; * 1564, Ефердинг, Горна Австрия; † декември 1620, Зножмо (Знаим), Моравия) е граф от стария австрийски благороднически род Щархемберг.

## Произход
Той е син на Рюдигер IX фон Щархемберг (1534 – 1582) и първата му съпруга баронеса Хелена Сцркели де Кьовенд († 1579), дъщеря на Лукас Сцркели (1494 – 1575) и Катарина фон Майнбург (* ок. 1514). Баща му се жени втори път 1580 г. за имперската наследствена шенка Отилия фон Лимпург-Шпекфелд († 1620), дъщеря на наследствен шенк Карл I Шенк фон Лимпург (1498 – 1558) и вилд- и Рейнграфиня Аделхайд фон Залм-Кирбург († 1580). Отилия се омъжва втори път на 16 октомври 1595 г. за Волфганг Адам фон Пуххайм († 1629).
Братята му са Паул Якоб фон Щархембергг (1560 – 1635) и Мартин фон Щархемберг (1566 – 1620), господар в Шьонбюхел, Пойербах.
Щархембергите са от 1643 г. имперски графове и от 1765 г. имперски князе. 1765 г. имперски князе.
- Щархемберг, 1674
- Дворец и град Ефердинг, 1674

## Фамилия
Първи брак: с графиня Елизабет фон Хардег-Глац-Махланде († 27 юни 1599). Бракът е бездетен.
Втори брак: с Елизабет фон Шерфенберг († 1600). Бракът е бездетен.
Трети брак: през 1601 г. с фрайин Барбара фон Херберщайн, дъщеря на фрайхер Фелициан фон Херберщайн († 1603/1605) и фрайин Барбара фон Хофкирхен. Те имат 9 деца:
- Регина (1601 – 1618)
- Георг Лудвиг (* 30 октомври 1602; † 18 май 1651), женен за Юстина фон Шварценберг
- Бернхард Лудвиг (1604 – 1630), женен за Кцернин
- Мария Елизабет (1606 – 1630)
- Мария Юстина фон Щархемберг (*1608; † 31 януари 1681, Требон (Витингау), Бохемия), омъжена на 15 март 1644 г. във Виена за 1. княз Йохан Адолф фон Шварценберг (1615 – 1682)
- Хелена Барбара (1610 – 1628)
- Ева Сузана (* 1612; † 30 август 1649, Виена), омъжена за граф Фердинанд Ернст Бройнер
- Фелициан Рюдигер (1613 – 1636)
- Йохан Лудвиг Адам фон Щархемберг (* 1616; † 29 септември 1666, Виена), женен I. на 22 февруари 1649 г. за графиня Мария Анна Чернинова з Худениц († 20 ноември 1660, Ефердинг), II. за графиня Мария Цецилия Хойос